# Équipe de Hong Kong féminine de football
Cet article traite de l'équipe féminine. Pour l'équipe masculine, voir Équipe de Hong Kong de football.
Maillots
L'équipe de Hong Kong féminine de football est une sélection des meilleures joueuses hongkongaises sous l'égide de la Fédération de Hong Kong de football.

## Classement FIFA
| Année              | 2003 | 2004 | 2005 | 2006 | 2007 | 2008 | 2009 | 2010 | 2011 | 2012 | 2013 | 2014 | 2015 | 2016 | 2017 | 2018 | 2019 | 2020 | 2021 | 2022 | 2023 | 2024 |
| ------------------ | ---- | ---- | ---- | ---- | ---- | ---- | ---- | ---- | ---- | ---- | ---- | ---- | ---- | ---- | ---- | ---- | ---- | ---- | ---- | ---- | ---- | ---- |
| Classement mondial | 64   | 65   | 66   | 69   | 65   | 63   | 60   | 67   | 70   | 66   | 61   | 67   | 74   | 67   | 68   | 77   | 74   | 71   | 77   | 77   | 79   | 80   |

## Parcours dans les compétitions internationales

### Parcours enCoupe du monde féminine de football
- 1991 : Tour préliminaire
- 1995 : Non inscrit
- 1999 : Tour préliminaire
- 2003 : Tour préliminaire
- 2007 : Tour préliminaire
- 2011 : Tour préliminaire
- 2015 : Tour préliminaire
- 2019 : Tour préliminaire
- 2023 : Tour préliminaire
- 2027 : Tour préliminaire
- 2031 : À venir
- 2035 : À venir

### Parcours enCoupe d'Asie féminine de football
- 1975 : 1er tour
- 1977 : 1er tour
- 1979 :
- 1981 : Quatrième
- 1983 : Non inscrit
- 1986 : 1er tour
- 1989 : Quatrième
- 1991 : 1er tour
- 1993 : 1er tour
- 1995 : 1er tour
- 1997 : 1er tour
- 1999 : 1er tour
- 2001 : 1er tour
- 2003 : 1er tour
- 2006 : Tour préliminaire
- 2008 : Tour préliminaire
- 2010 : Tour préliminaire
- 2014 : Tour préliminaire
- 2018 : Tour préliminaire
- 2022 : Tour préliminaire
- 2026 : Tour préliminaire
- 2029 : À venir

### Parcours enChampionnat d'Asie de l'Est féminin de football
- 2005 : Tour préliminaire
- 2008 : Non inscrit
- 2010 : Non inscrit
- 2013 : Non inscrit
- 2015 : Non inscrit
- 2017 : Non inscrit
- 2019 : Non inscrit
- 2022 : Non inscrit
- 2025 : Tour préliminaire